# Koiwa
Die Koiwa (russisch Койва) ist ein rechter Nebenfluss der Tschussowaja in der russischen Region Perm.
Die Koiwa entsteht im Sumpfgebiet Sineie Boloto. Im Randbereich des Mittleren Urals durchfließt sie ein enges Tal mit steilen Flussufern. Ihr Flusslauf verläuft in südwestlicher Richtung. Die Koiwa mündet bei Ust-Koiwa in die Tschussowaja.
Die Koiwa hat eine Länge von 180 km. Sie entwässert ein Areal von 2250 km² und wird hauptsächlich von der Schneeschmelze gespeist. Der mittlere Abfluss bei dem Dorf Fedotowka 65 km oberhalb der Mündung beträgt 15 m³/s.
Die Koiwa wurde zumindest in der Vergangenheit zum Flößen genutzt. In ihrem Einzugsgebiet wurden im Jahr 1829 erstmals in Russland Diamanten entdeckt.